# Dobrze, że jesteś (album Zbigniewa Wodeckiego)
Dobrze, że jesteś – album Zbigniewa Wodeckiego, którego muzyk nie zdążył dokończyć z powodu swojej nagłej śmierci. Wodecki zdążył skomponować muzykę i nagrać szkic wokalny pod przyszły tekst, którego nie zdążył jednak napisać. Prace doprowadziła do końca córka artysty – Katarzyna Wodecka-Stubbs, m.in. angażując w napisanie tekstów Jacka Cygana, a w wykonanie wokali takich piosenkarzy jak: Beata Przybytek, Kayah, Kuba Badach, Sławek Uniatowski, Andrzej Lampert, Jnr Robinson. Album ukazał się 23 maja 2018 pod szyldem Wydawnictwa Agora. Nominacja do Fryderyka 2019 w kategorii «Album Roku Pop».

## Lista utworów
Opracowano na podstawie materiału źródłowego.
1. Dobrze, że słońce (Zbigniew Wodecki)
2. Give it a moment (Junior Robinson, Zbigniew Wodecki)
3. Na paluszkach (Kayah)
4. Tylko ty (Kuba Badach)
5. Chwytaj dzień (Kayah, Zbigniew Wodecki)
6. Sobą być (Andrzej Lampert)
7. Piosenka pierwszego olśnienia jazzem (Zbigniew Wodecki, Beata Przybytek)
8. Nie ma jak Bacharach (Sławek Uniatowski)
9. Wykidajło czas (Kuba Badach)
10. Nad wszystko uśmiech twój (Beata Przybytek)
11. Kod dostępu (Zbigniew Wodecki)
12. Nauczmy się żyć obok siebie (Zbigniew Wodecki)
13. Good night love (Junior Robinson, Zbigniew Wodecki)

## Certyfikat
| Polska (ZPAV) | Tytułem           | Status          | Sprzedaż |
| ------------- | ----------------- | --------------- | -------- |
| Polska (ZPAV) | Dobrze, że jesteś | platynowa płyta | 30 000+  |